# 焦螟
焦螟（しょうめい、蟭螟）は、『列子』などに言及されている想像上の虫である。蚊のまつげに巣食うと言われ、非常に微細なものの例えとして用いられる。また度量の小さな人間の比喩になるとも考えられる。『列子』では「湯問」にて、巨大な魚である鯤およびそれが変化した巨大な鳥である鵬の説明に続けて次のように記述される。「江浦（こうほ）の間に麼虫（はむし）を生ず、その名を焦螟と曰う。群飛（ぐんぴ）して蚊の睫に集まるも相触れず、栖（棲）宿去来（すまったりゆきき）するも蚊は覚（さと）らず。」
日本の古書では『糸屑』（元禄7年）、『和漢三才図会』（正徳2年）、『滑稽雑談』（正徳3年）などに出ており、「蚊」と同様、夏の季語として扱われる。現代の作家にも作句例があり、宇多喜代子は「この極小世界の喩としての虫に食指が動くのは、どこかに俳句の秘める無用の用の効用に通うところがあるからかもしれない」と書いている。

蟭螟や人に生れてほ句作り　松根東洋城（『新春夏秋冬』）

焦螟のその睫毛にもさらに虫　辻田克巳（『焦螟』）

世のをはり焦螟の声聞き惚れよ　竹岡一郎（『ふるさとのはつこひ』）